# Islas Vírgenes de los Estados Unidos en los Juegos Olímpicos de Albertville 1992
Las Islas Vírgenes de los Estados Unidos estuvieron representadas en los Juegos Olímpicos de Albertville 1992 por doce deportistas, diez hombres y dos mujeres, que compitieron en tres deportes.
La portadora de la bandera en la ceremonia de apertura fue la piloto de luge Anne Abernathy. El equipo olímpico virgenense estadounidense no obtuvo ninguna medalla en estos Juegos.